# Aglaia rubiginosa
Aglaia rubiginosa là một loài thực vật]] thuộc họ Meliaceae. Loài này có ở Indonesia, Malaysia, Philippines, và Singapore.